# We Are Young
"We Are Young" é uma canção da banda estadunidense Fun., com participação da cantora americana Janelle Monáe, lançada como o primeiro single do álbum Some Nights (2012) em 20 de setembro de 2011 pela Fueled by Ramen. Foi escrita por Jack Antonoff, Jeffrey Bhasker, Andrew Dost e Nate Ruess, com auxílio de produção de Jeff Bhasker. Ficou com o primeiro lugar por 6 semanas consecutivas na Billboard Hot 100, a parada musical mais respeitada dos Estados Unidos. Deixou a liderança quando foi ultrapassada por Somebody That I Used to Know, do cantor Gotye em parceria com Kimbra.  Recebeu um cover performado pelo elenco da série americana, Glee, no episódio "Hold On to Sixteen", da 3ª Temporada. E, em dezembro de 2013, outro cover performado pelo elenco do seriado brasileiro, Malhação, em sua 21ª temporada.

## Antecedentes & Composição
"We Are Young" foi escrita por Jack Antonoff, Jeffrey Bhasker, Andrew Dost, Nate Ruess e produzida por Jeff Bhasker. É uma canção do gênero indie pop, com melodias de piano e batidas fortes de tambor, com a habilidade vocal do vocalista Nate Ruess sendo o componente mais forte da faixa.

## Vídeo Musical
O vídeo da música mostra a banda fun. num bar onde uma rebelião ocorre.

## Faixas & Formatos
| Download digital |                                    |                                                         |              |         |  |
| N.º              | Título                             | Compositor(es)                                          | Produtor(es) | Duração |  |
| 1.               | "We Are Young" (com Janelle Monáe) | Jack Antonoff, Jeffrey Bhasker, Andrew Dost, Nate Ruess | Jeff Bhasker | 4:10    |  |

## Desempenho nas Paradas Musicais
| Paradas musicais (2011–12)                   | Melhor posição |
| -------------------------------------------- | -------------- |
| Austrália (ARIA)                             | 23             |
| Canadá (Canadian Hot 100)                    | 36             |
| Brasil - Billboard Brasil Hot 100            | 52             |
| Eslováquia (IFPI)                            | 28             |
| Estados Unidos Billboard Hot 100             | 1              |
| Estados Unidos Rock Songs (Billboard)        | 6              |
| Estados Unidos Alternative Songs (Billboard) | 3              |
| Islândia (Lagalistinn)                       | 10             |
| Países Baixos (Mega Charts)                  | 63             |
| Reino Unido (UK Singles Chart)               | 1              |